# Mận anh đào
Mận anh đào (danh pháp khoa học: Prunus cerasifera) là loài bản địa tại bán đảo Balkan, Thổ Nhĩ Kỳ và Trung Á.

## Mô tả
Loại mận anh đào hoang dã là cây bụi lớn hay cây nhỏ cao từ 6–15 m, là loài rụng lá và lá cây dài 4–6 cm. Đây là một trong những loài cây châu Âu đầu tiên trổ hoa vào mùa xuân, thường bắt đầu vào giữa tháng hai. Hoa mận anh đào có màu trắng và kích thước trên 2 cm, với năm cánh hoa. Quả mận anh đào là loại quả hạch, có đường kính 2–3 cm, có vỏ quả màu vàng hay đỏ. Quả mận anh đào có thể ăn được và đạt đến độ chín từ đầu tháng bảy đến giữa tháng chín.
Loài này có thể được tìm thấy với tình trạng mọc hoang dại, đã xuất phát từ các vườn cây và trở thành cây nội địa, như ở Bắc Mỹ.
Mận anh đào được trồng trọt có quả, lá và hoa với nhiều màu sắc khác nhau. Một số giống có quả ngọt và có thể ăn tươi, trong khi một số giống khác có quả chua và tốt nhất là nên dùng làm mứt.
Mận anh đào là một loại cây cảnh phổ biến được trồng tại sân vườn hay khu phong cảnh, do nó trổ hoa từ rất sớm. Nhiều giống cây mới đã được phát triển, nhiều trong số chúng có lá màu tím như 'Atropurpurea'. Các giống lá màu tím cũng có quả màu tím sẫm, và do vậy khá hấp dẫn. Mận anh đào có hoa màu tráng hoặc hồng. Giống 'mây dông' có lá màu đỏ tươi thẫm màu tím. Các loài khác như 'Lindsayae', có lá màu lục. Một số loài mận anh đào lá tím được sử dụng để làm bonsai và các dạng cây cắt tỉa khác.
Hình mận anh đào
- Trái chín
- Trái còn xanh
- Hoa

Cây mận anh đào qua các mùa
- tháng giêng
- tháng 3
- tháng 3
- tháng 4
- tháng 5
- tháng 6
- tháng 10
- tháng 11